# Eloy Gutiérrez Menoyo
Eloy Gutiérrez Menoyo (* 8. Dezember 1934 in Madrid; † 26. Oktober 2012 in Havanna) war ein spanisch-kubanischer Guerillakommandant, der eine führende Rolle im bewaffneten Kampf gegen den Diktator Fulgencio Batista spielte. Nach dem Sturz Batistas stand er im Widerstand gegen das Regime Fidel Castros, wofür er 22 Jahre in Haft verbrachte, und nach Rückkehr aus dem Exil bis zu seinem Tod als prominenter Oppositioneller in Havanna lebte.

## Kindheit und Jugend
Eloy Gutiérrez Menoyo wurde als sechstes Kind des Arztes Carlos Gutiérrez Zabaleta geboren, eines Aktivisten der Spanischen Sozialistischen Arbeiterpartei, der während des Spanischen Bürgerkriegs als Militärarzt in der Armee der Zweiten Spanischen Republik diente und den Rang eines Majors erreichte. Sein ältester Bruder José Antonio starb mit 16 Jahren in der Schlacht um Majadahonda. Nach Kriegsende 1939 wurde der Vater mit Berufsverbot belegt und die Familie lebte in der Folge in Armut. Sein Bruder Carlos ging ins Exil nach Frankreich und kämpfte zunächst mit den französischen, dann mit den US-amerikanischen Truppen gegen die Achsenmächte. Carlos verhalf der gesamten Familie 1946 zur Auswanderung nach Kuba.
Seinen Bruder Carlos begleitete Eloy Gutiérrez Menoyo bei dessen Widerstandsaktionen gegen die Diktatur Batistas. Carlos führte den von der Guerillaorganisation Directorio Revolucionario (DR) organisierten Angriff auf den Präsidentenpalast am 13. März 1957 an, an dem auch Eloy teilnahm und bei dem Carlos getötet wurde.

## Aktivitäten als Guerillakommandant
Im Zuge der groß angelegten polizeilichen Repressionsmaßnahmen gegen das Directorio Revolucionario nach der spektakulären Aktion stieg Gutiérrez Menoyo innerhalb der Organisation schnell auf und war im Alter von 22 Jahren bereits für Aktionen in der Hauptstadt verantwortlicher Anführer. Der Vorstand der Organisation, der teilweise ins Exil nach Florida gegangen war und in den USA um Unterstützung warb, stimmte im September 1957 seinem Vorschlag zu, eine Guerillafront im Landesinneren aufzubauen. Nach Erkundungen des Geländes erklärte Gutiérrez Menoyo im November 1957 in der Provinz Las Villas öffentlich die Errichtung der „Nationalen Front im Escambray-Gebirge“ (spanisch: Frente Nacional del Escambray), deren Kommandant er war. Im Februar 1958 empfing er gemeinsam mit seinem stellvertretenden Kommandierenden William Morgan ein aus Miami angekommenes Kontingent von Kämpfern und Waffen. Nach einigen siegreichen Gefechten mit Regierungstruppen proklamierte er Ende Februar 1958 das Manifest des Escambray-Gebirges, das eine soziale Revolution und die Wiedereinsetzung der fortschrittlichen Verfassung von 1940 forderte.
Im Sommer 1958 löste Menoyo innerhalb des Directorio Revolucionario einen Konkurrenzkampf aus, da er sich dem Anspruch des DR-Gründungsmitglieds Rolando Cubela widersetzte, das Kommando über die Guerilla im Escambray-Gebirge zu übernehmen, die Gutiérrez Menoyo seit dem Herbst 1957 aufgebaut hatte. Menoyo wurde daraufhin von Generalsekretär Faure Chomón unter dem Vorwurf des Verrats aus dem Directorio Revolucionario ausgeschlossen und bildete mit eigenen Einheiten eine unabhängige Kampftruppe unter dem Namen „Zweite Nationale Front im Escambray-Gebirge“ (spanisch: Segundo Frente Nacional del Escambray). Comandante William Morgan blieb sein Stellvertreter. Die meisten der rund 300 Kämpfer, die sich ihm anschlossen, waren Anhänger des Partido Revolucionario Cubano (Auténticos). Auch der von Batista abgesetzte Ex-Präsident Carlos Prío unterstützte von Miami aus Menoyos Guerillaverband, der in den verbleibenden Monaten des Guerillakriegs zahlreiche Gefechtserfolge und Geländegewinne im Süden der Provinz Las Villas erreichte. Die von Menoyo angeführte Truppe war als dezidiert antikommunistisch bekannt. So provozierte er einen im Guerillakrieg einmaligen Zwischenfall, als er den von Ernesto Guevara kommandierten, rund 200 Kämpfer umfassenden Verband der Bewegung des 26. Juli an der Übernahme der Kontrolle über das Escambray-Gebirge hinderte, als Guevara im Sommer 1958 dort auf seinem in der Sierra Maestra begonnenen Vormarsch angekommen war. Nach der Flucht Batistas am frühen Morgen des Neujahrstags 1959 waren die Truppen Menoyos die ersten Rebellen, die in die Hauptstadt einzogen.

## Nach dem Sieg der Revolution
In die Neuordnung des Staatsapparats unter der Kontrolle Castros wurden außer Angehörigen der von Fidel gegründeten Bewegung des 26. Juli auch das Directorio Revolucionario und Vertreter der Kommunistischen Partei (PSP) einbezogen. Menoyo behielt zwar seinen Rang als Comandante der revolutionären Streitkräfte, er und seine Segundo Frente blieben von der Machtverteilung jedoch ausgeschlossen und verloren mit dem Sieg der Revolution rasch an Bedeutung. Er plante den Aufbau einer eigenen Partei im Hinblick auf die von Castro vor der Machtübernahme regelmäßig versprochenen Wahlen und wollte sowohl in Kuba als auch in Florida, dem traditionellen Zentrum des kubanischen Exils, um Unterstützung werben. Da er sowohl die Machtkonzentration in Castros Händen als auch den schon früh deutlichen Einfluss von Kommunisten in der Revolutionsführung mit Sorge betrachtete, knüpfte er auch Kontakt mit der US-amerikanischen Botschaft in Havanna.
Im Frühjahr 1959 wurde Menoyos Vertrauter Morgan von Vertretern des dominikanischen Diktators Rafael Trujillo kontaktiert, der Batista und einigen seiner Gefolgsleute Asyl gewährt hatte und einen schnellen Sturz des noch im Aufbau befindlichen Revolutionsregimes unter Castro herbeiführen zu können glaubte. Menoyo und Morgan gingen zum Schein auf den mit Gegnern Castros innerhalb und außerhalb der Insel abgestimmten Plan eines bewaffneten Umsturzes ein, der Geldzahlungen und umfangreiche Waffenlieferungen an mehrere antikommunistische Gruppen sowie Unterstützung durch ein externes Interventionskorps vorsah. Die beiden Comandantes informierten jedoch Fidel Castro, mit dem sie die weiteren Schritte koordinierten. Die Trujillo-Verschwörung wurde bis zum 13. August weitergespielt, als sie von Castro selbst öffentlich gemacht wurde. Zuvor hatten Menoyo und Morgan auf Castros Anweisung durch eine Reihe von Falschinformationen über stattfindende Kämpfe große Waffenlieferungen von Trujillo entgegengenommen, außerdem waren die Anführer der Verschwörung bei einem Treffen in Morgans Haus von den Revolutionstruppen in Castros Anwesenheit verhaftet worden, ebenso mehrere tausend als Konterrevolutionäre verdächtigte Kämpfer. Für ihre Rolle bei der Vereitlung der konterrevolutionären Umsturzpläne wurden Menoyo und Morgan von Castro gelobt und in den von der Revolutionsregierung kontrollierten Medien als Helden gefeiert.
Im Februar 1960 erklärte Menoyo die offizielle Auflösung der Zweiten Escambray-Front, der gegen Ende des Guerillakampfes rund 3000 Mann angehört hatten, im Interesse der nationalen Einheit des Landes. Im Lauf des Jahres 1960 schloss er sich den bewaffneten Widerstandsgruppen an, die sich gegen die autoritäre und zunehmend pro-kommunistische Regierung Castros gebildet hatten.

## Erstes Exil in Miami: Militärchef von Alpha 66 und anschließende Haft in Kuba
Im Januar 1961, kurz bevor sein bereits seit Monaten inhaftierter Stellvertreter aus der Zeit der Segundo Frente Nacional, William Morgan, wegen Hochverrats verurteilt und hingerichtet wurde, flüchtete Menoyo gemeinsam mit einigen Offizieren der Rebellenarmee auf dem Seeweg in die USA. Nachdem die Gruppe bei Ankunft von Beamten der Einwanderungsbehörde aufgegriffen wurde, wurden sie zunächst für ein halbes Jahr in einem Auffanglager in Texas festgehalten. Nach der Entlassung ließ sich Menoyo in Miami nieder und widmete sich der Organisation materieller und logistischer Unterstützung der sich im Escambray-Gebirge wieder konstituierenden Kämpfer der Segundo Frente Nacional, die gegen Castros Truppen jedoch hoffnungslos unterlegen waren. Im Herbst 1961 gründete Menoyo gemeinsam mit weiteren Exilkubanern die paramilitärische Gruppe Alpha 66, die den bewaffneten Kampf gegen Castro verfolgte und zu deren Militärchef er bestimmt wurde. Die Vereinigung der SFNE mit Alpha 66 wurde im Oktober 1962 verkündet, im Mai 1963 trat mit dem Movimiento Revolucionario del Pueblo (MRP), das vor allem auf der Insel noch über zahlreiche Kämpfer verfügte, eine weitere Widerstandsgruppe dem Bündnis bei und unterstellte sich Menoyos militärischem Kommando. Seit Mai 1962 organisierte er für Alpha 66 zahlreiche punktuelle Angriffe aus dem Ausland gegen Ziele in Kuba, wobei die US-Regierung unter John F. Kennedy im Interesse einer Entspannung der Beziehungen zur Sowjetunion ab März 1963 stärker gegen Alpha 66 vorging und die materielle Basis sowie die Bewegungsfreiheit der Gruppe deutlich einschränkte. Auch die britische Regierung ging gegen die Nutzung eines Stützpunktes auf den Bahamas vor und verhaftete Menoyo, als er sich mit einem waffenbeladenen Schnellboot in internationalen Gewässern bewegte.

## Rückkehr nach Kuba, Verhaftung und Gefängnisstrafe
Im Dezember 1964 versuchte Menoyo, eine Basis für eine neue Guerillatruppe in Kuba aufzubauen. Hierzu landete er mit drei Kameraden von einem Stützpunkt in der Dominikanischen Republik aus per Boot kommend in der Nähe von Baracoa im äußersten Osten Kubas und verbrachte die folgenden vier Wochen im dichten Regenwald, bis seine Rebelleneinheit aufgespürt und verhaftet wurde. Menoyo erfuhr frühestens 20 Jahre später, dass einer seiner drei Mitkämpfer als Offizier des Geheimdienstes im Dienste der Regierung in Havanna stand. Fidel Castro ließ sich den prominenten Gefangenen vorführen und bot ihm an, ein Todesurteil für Menoyo und seine Mitstreiter durch ein vor Fernsehkameras zu erbringendes Eingeständnis zu umgehen, dass ihnen die angetroffene Landbevölkerung keine Unterstützung gewährt hatte. Menoyo willigte ein, woraufhin sein wenige Tage später nach 30-minütigem Gerichtsverfahren ausgesprochenes Todesurteil in eine 30-jährige Haftstrafe umgewandelt wurde.
Menoyo setzte seinen Widerstand gegen Castro in der Haft fort, indem er sich den sogenannten Plantados anschloss – einem besonders disziplinierten Kern politischer Gefangener, die sich trotz häufig extremer Sanktionen weigerten, die Häftlingsuniformen zu tragen, an Umerziehungsmaßnahmen teilzunehmen oder schwere Zwangsarbeit zu verrichten. Infolge von Misshandlungen durch seine Wärter war Menoyo seit Ende 1965 auf einem Auge blind und auf einem Ohr fast taub. 1970 wurde er unter dem Vorwurf der Vorbereitung einer Häftlingsrevolte zu einer zusätzlichen 25-jährigen Haftstrafe verurteilt. Aus Protest gegen die Haftbedingungen insbesondere der politischen Gefangenen beteiligte er sich an verschiedenen Protestformen einschließlich ausgedehnter Hungerstreiks, wodurch er half, internationale Aufmerksamkeit zu erzeugen, beispielsweise von Amnesty International, ohne dass er selbst zur Kategorie der von AI besonders unterstützten gewaltfreien politischen Gefangenen gehört hätte.
Während der von US-Präsident Jimmy Carter betriebenen Entspannungspolitik in den US-kubanischen Beziehungen kam es 1978 erstmals zu Gesprächen zwischen Kubas Regierung und kompromissbereiten Vertretern des überwiegend in Miami angesiedelten Exils. Hierbei wurde die vorzeitige Freilassung und Ausreise von rund 3600 politischen Gefangenen und die Ermöglichung von Verwandtenbesuchen in Kuba für Exilkubaner erreicht. Eloy Gutiérrez Menoyo sollte ursprünglich in die Amnestie einbezogen werden, wurde von kubanischer Seite jedoch zurückgehalten, nachdem gefilmte Äußerungen Menoyos aus dem Gefängnis in Miami veröffentlicht wurden, wonach zu einer solchen Amnestie politischer Gefangener kein Dialog mit dem Exil notwendig sei. Neben US-Präsident Carter setzten sich gegenüber Castro auch der venezolanische Präsident und Vizepräsident der Sozialistischen Internationale, Carlos Andrés Pérez, sowie Papst Johannes Paul II. erfolglos für Menoyos Freilassung ein.

## Zweites Exil in Miami: Gründung vonCambio Cubanound Dialog mit Fidel Castro
Seit 1978, als der sozialdemokratische spanische Regierungschef Adolfo Suárez Kuba einen offiziellen Besuch abstattete, setzte sich Menoyos ursprüngliches Heimatland Spanien auf diplomatischem Weg für seine Freilassung ein. Die kubanische Regierung stellte einerseits Menoyos spanische Staatsbürgerschaft und damit die Berechtigung der spanischen Regierung in Frage, seine Interessen zu vertreten, da ihm 1959 zusätzlich die kubanische Staatsangehörigkeit verliehen worden war. Andererseits wurde die Bedingung signalisiert, Menoyo müsse vor seiner Freilassung die gewöhnliche Häftlingskleidung anziehen, wogegen er sich als führender Vertreter der politischen Gefangenen in kubanischen Gefängnissen (Plantados) seit seiner Verhaftung konsequent geweigert hatte. Nach Jahren ohne Fortschritte sprach der spanische Außenminister Francisco Fernández Ordóñez das Thema Menoyo im September 1985 gegenüber seinem Amtskollegen Isidoro Malmierca an, die kubanische Diplomatie reagierte jedoch ablehnend, als durch die spanische Seite öffentlich wurde, dass man über Menoyos Freilassung verhandele. Erst im Dezember 1986, einen Monat nach einem weiteren Staatsbesuch, in dessen Rahmen der spanische Regierungschef Felipe González sich erneut für den Gefangenen eingesetzt hatte, ließ Kuba Menoyo nach Spanien ausreisen.
Als er im folgenden Jahr nach Miami reiste, wurde er von rund 10.000 Exilkubanern als Held empfangen. Im Januar 1993 gründete er mit einigen Verbündeten die Organisation Cambio Cubano, die sich gegen die Fortsetzung der gewaltsamen Konfrontation mit der Regierung Castro und für einen Dialog mit dem Ziel eines demokratischen Wandels aussprach. Innerhalb der exilkubanischen Gemeinschaft in Miami befand er sich mit dieser Position in einer kleinen Minderheit und erfuhr teilweise heftige Ablehnung ehemaliger Kameraden im bewaffneten Kampf gegen Batista beziehungsweise gegen Castro. Durch seine prominente Gegenposition zur dominanten Meinung und seine beeindruckende Biografie fand er vor allem in den 1990er Jahren viel Beachtung in den internationalen Medien. 1995 wurde ihm erstmals wieder eine Reise nach Kuba gestattet und Fidel Castro empfing ihn zu einem mehrstündigen Gespräch. Menoyo versuchte bei diesem und weiteren Treffen, Castro zu Zugeständnissen in Richtung einer schrittweisen demokratischen Öffnung zu überzeugen, blieb damit jedoch erfolglos. Nach einer Phase relativer Annäherung verschlechterten sich die US-kubanischen Beziehungen ab Mitte der 1990er Jahre wieder deutlich, womit auch der Spielraum für verhandlungsbereite dialogueros wie Menoyo schwand.

## Dauerhafte Rückkehr nach Havanna
Nach einer weiteren Kuba-Reise verweigerte er 2003 die fällige Ausreise und blieb mit seiner Familie in Havanna, wo er seither wohnte. Menoyo wurde später von den US-Behörden darüber informiert, dass sein ungenehmigter dauerhafter Aufenthalt in Kuba nach US-Gesetzen strafbar sei, weswegen ihm die Aufenthaltserlaubnis in den USA aberkannt wurde. Die kubanischen Behörden duldeten seine Anwesenheit und seine gelegentlichen regierungskritischen Äußerungen gegenüber ausländischen Journalisten, wobei Menoyo jedoch jüngeren Kubanern kaum bekannt war und somit auch nicht mehr als politisch gefährlich betrachtet wurde. Menoyo verzichtete seit seiner Rückkehr auf medienwirksame Aktionen und Initiativen und erschien zunehmend seltener in den internationalen Medien, während andere Wortführer der Opposition an Prominenz gewannen – beispielsweise Yoani Sánchez, Oswaldo Payá oder die Damen in Weiß.
Eloy Gutiérrez Menoyo starb am 26. Oktober 2012 in Havanna. Die staatlichen kubanischen Medien vermeldeten seinen Tod nicht.

## Politische Standpunkte
- Eloy Gutiérrez Menoyo sprach sich immer gegen eine Einmischung der USA in die Angelegenheiten Kubas aus und verlangte, dass die Zukunft Kubas von den Kubanern (innerhalb und außerhalb Kubas) demokratisch entschieden werden müsse.
- Als einen spezifischen Akt der Einmischung lehnte er das US-Embargo sowie die damit verbundenen Reiseverbote und anderen gesetzlichen Einschränkungen in den US-kubanischen Beziehungen ab.
- Er propagierte den gewaltlosen zivilen Widerstand im Land sowie den Dialog zwischen Exilkubanern und kubanischer Regierung.
- Er forderte eine politische Öffnung Kubas in Richtung einer Demokratie, in der sich auch die regierenden Kommunisten als politische Kraft einbringen können sollen.
- Menoyo betrachtete die Reformschritte unter der Präsidentschaft Raúl Castros als unbedeutend und völlig unzureichend, da sie die politische Öffnung des Landes nicht berührten.

## Veröffentlichungen
- El Radarista (Erzählung), Playor Madrid 1985, (spanisch) ISBN 978-84-359-0387-5